# 特洛亞橋

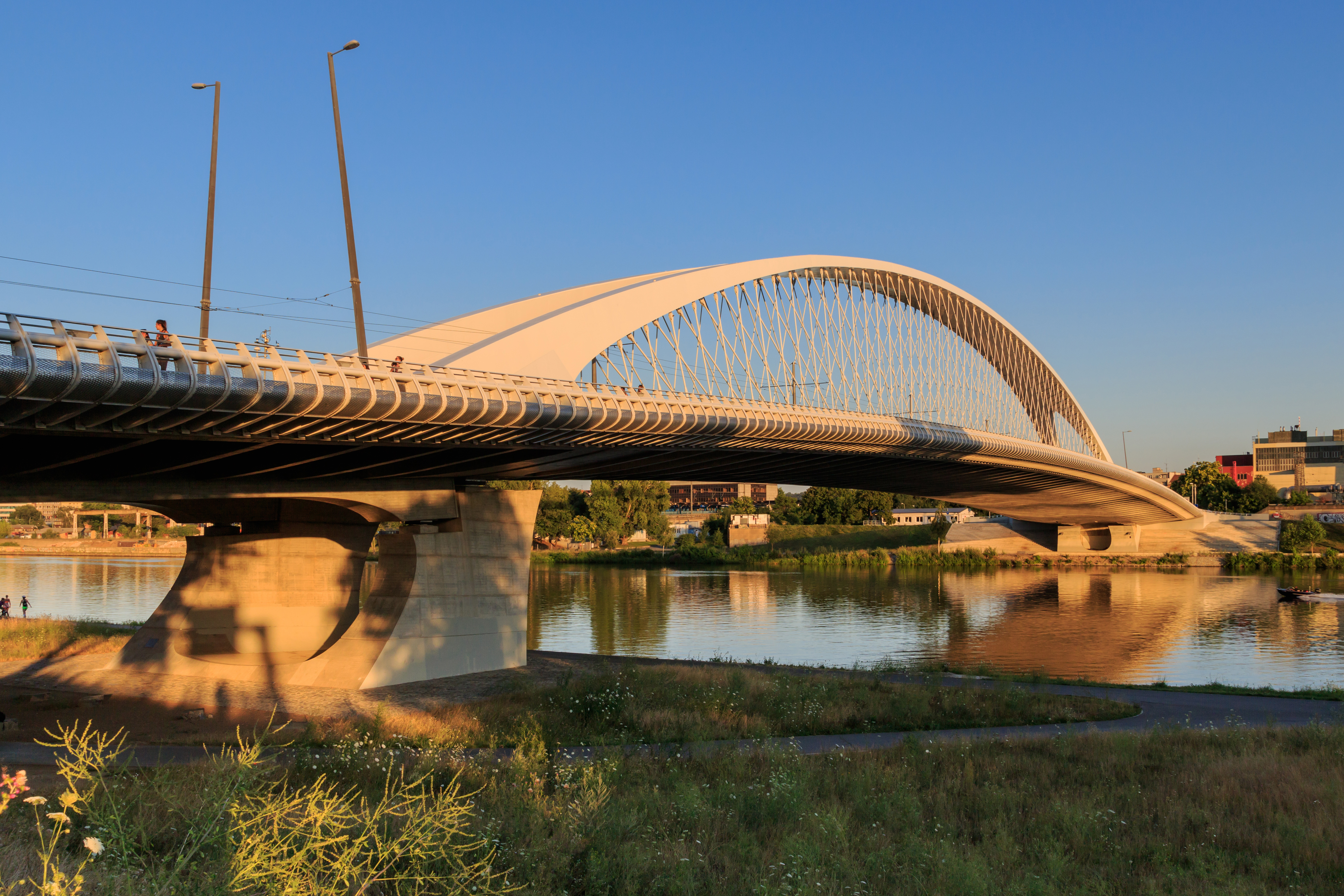

特洛亞橋是位於捷克首都布拉格伏爾塔瓦河的一座橋樑。特洛亞橋於2014年10月開始通車，全長262米。